# Listă de scriitori rwandezi
Aceasta este o listă de scriitori rwandezi.
- Maggy Correa[1]
- Edouard Gasarabwe (1938– )
- Jeannine Herrmann-Grisius.[2]
- Alexis Kagame (1912–1981)
- Immaculée Ilibagiza (c. 1970– )
- Thérèse Muamini[3]
- Yolande Mukagasana (1954– )[4]
- J. Savério Nayigiziki (1915–1984)
- Cyprien Rugumba (1935–1994)
- Benjamin Sehene (1959– )
- Marie-Aimable Umurerwa[5]
- Marie Béatrice Umutesi (1959– )[6]